# Petr Špak
Petr Špak (* 25. března 1972) je bývalý český fotbalista.

## Fotbalová kariéra
V české lize hrál za FC Svit Zlín. Nastoupil ve 4 ligových utkáních.

## Ligová bilance
| Ročník                          | Zápasy | Góly | Klub         |
| ------------------------------- | ------ | ---- | ------------ |
| 1. česká fotbalová liga 1993/94 | 4      | 0    | FC Svit Zlín |
| CELKEM 1. liga                  | 4      | 0    |              |